# István Halász
István Halász (12. října 1951 Rakamaz – 4. června 2016) byl maďarský fotbalista, záložník. Zemřel 4. června 2016 ve věku 64 let na infarkt myokardu.

## Fotbalová kariéra
V maďarské lize hrál za Tatabánya Bányász, Vasas SC a Nyíregyháza VSSC. V maďarské lize nastoupil ve 217 ligových utkáních a dal 40 gólů. V roce 1981 získal s Vasasem maďarský pohár. V Poháru vítězů pohárů nastoupil ve dvou utkáních. Za maďarskou reprezentaci nastoupil v letech 1977–1978 ve 4 utkáních a dal 2 góly. Byl členem maďarské reprezentace na Mistrovství světa ve fotbale 1978, nastoupil v utkání s Itálií.

## Ligová bilance
| Ročník                   | Zápasy | Góly | Klub              |
| ------------------------ | ------ | ---- | ----------------- |
| 1. maďarská liga 1974/75 | 14     | 0    | Tatabánya Bányász |
| 1. maďarská liga 1975/76 | 28     | 8    | Tatabánya Bányász |
| 1. maďarská liga 1976/77 | 34     | 11   | Tatabánya Bányász |
| 1. maďarská liga 1977/78 | 27     | 5    | Tatabánya Bányász |
| 1. maďarská liga 1978/79 | 23     | 5    | Vasas SC          |
| 1. maďarská liga 1979/80 | 15     | 0    | Vasas SC          |
| 1. maďarská liga 1980/81 | 14     | 2    | Vasas SC          |
| 1. maďarská liga 1981/82 | 15     | 1    | Vasas SC          |
| 1. maďarská liga 1982/83 | 29     | 5    | Nyíregyháza VSSC  |
| 1. maďarská liga 1983/84 | 18     | 3    | Nyíregyháza VSSC  |
| CELKEM 1. liga           | 217    | 40   |                   |